# زمین‌لرزه ۱۹۹۷ ونزوئلا
زمین‌لرزه ونزوئلا  در تاریخ ۹ ژوئیه ۱۹۹۷ میلادی، برابر با ‎۱۸ تیر ۱۳۷۶، ساعت ۱۹:۲۴:۱۳ به زمان یوتی‌سی در ونزوئلا رخ داد. ژرفای این زلزله ۹٫۸ کیلومتر بود، و بزرگی آن ۶٫۹ در مقیاس Mw اعلام شده‌است. زمین‌لرزه به وقت محلی در روز چهارشنبه، ساعت ۱۵ روی داده و منطقه زمانی آن یوتی‌سی -۴ بوده‌است .
سازمان زمین‌شناسی آمریکا نیز رومرکز این زمین‌لرزه را در مختصات ۱۰°۳۵′۵۳″شمالی ۶۳°۲۹′۱۰″غربی / ۱۰٫۵۹۸°شمالی ۶۳٫۴۸۶°غربی و ژرفای آن را در ۱۹ کیلومتر گزارش کرده‌است. بزرگی برگزیدهٔ این سازمان از میان بزرگی‌های محاسبه‌شدهٔ مختلف ۷ در مقیاس Mw بوده و از دید اثر، در میان چهار دسته‌بندی «نامحسوس»، «محسوس»، «زیان‌آور» یا «با تلفات»، زلزله را «با تلفات» اعلام کرده‌است.رانش زمین در آن به وجود آمده‌است.
پروژهٔ «تنسور گشتاور مرکزوار» زاویه‌های (راستا، شیب، ریک) گسل سازندهٔ زمین‌لرزه و صفحه عمود بر آن را (°۲۶۶، °۶۲، °۱۷۷-) یا (°۱۷۴، °۸۷، °۲۸-) و نوع گسل را «امتدادلغز» فرارسانده‌است.
شمار کشتگان زلزله حدود ۸۱ نفر بوده‌است.تعداد زخمیان ۵۲۲ نفر برآورده شده‌است.بی‌خانمان شدگان نیز ۳۰۰۰ نفر اعلام شده‌است.